# Mount Grimminger
Mount Grimminger ist ein 1680 m hoher Berg an der Lassiter-Küste des Palmerlands im Süden der Antarktischen Halbinsel. In den Dana Mountains ragt er an der Nordflanke des Meinardus-Gletschers unmittelbar östlich der Einmündung des Haines-Gletschers auf.
Wissenschaftler der United States Antarctic Service Expedition (1939–1941) entdeckten und fotografierten ihn bei einem Überflug im Dezember 1940. Weitere Luftaufnahmen entstanden bei der US-amerikanischen Ronne Antarctic Research Expedition (1947–1948), deren Teilnehmer in Zusammenarbeit mit dem Falkland Islands Dependencies Survey (FIDS) Vermessungen vor Ort durchführten. Der FIDS benannte ihn nach dem US-amerikanischen Meteorologen George Grimminger (1907–1973), der als Teilnehmer der zweiten Antarktisexpedition (1933–1935) des US-amerikanischen Polarforschers Richard Evelyn Byrd die meteorologischen Berichte dieser Forschungsreise und Byrds erster Antarktisexpedition (1928–1930) veröffentlicht hatte.